# Crémant de Luxembourg
Le crémant de Luxembourg est un vin mousseux d'appellation d'origine contrôlée produit dans tout le vignoble du Luxembourg. Le crémant de Luxembourg est le seul crémant en dehors de France, à faire partie du groupement protégeant cette dénomination, avec 7 régions françaises.

## Histoire
La production de vins de mousseux, au Luxembourg, remonte au XVIIIe siècle. Pour des raisons fiscales, la maison champenoise Mercier choisit, en 1885, de s'installer dans le Grand Duché, avec ses méthodes traditionnelles de production. 
La dénomination Crémant du Luxembourg est officialisée en 1991. Depuis 2015, une appellation spécifique est créée pour les crémants de grand cru, le " crémant millésimé ". Les bouteilles de cette dernière appellation doivent rester sur lattes (couchées) un minimum de 24 mois.

## Situation géographique
La zone de production des vins et crémants luxembourgeois est délimitée par un périmètre viticole conformément aux  dispositions de la loi du 9 avril 1982, confirmé par un règlement du 9 septembre 2009. Les communes concernées sont :
- Bous-Waldbredimus
- Flaxweiler
- Grevenmacher
- Lenningen
- Mertert
- Mondorf-les-Bains
- Remich
- Rosport-Mompach
- Schengen
- Stadtbredimus
- Wormeldange

## Vignoble
Les rendements sont limités à 110 ou 115 hectolitres à l’hectare, suivant les cépages. Les cépages autorisés sont  :
- Auxerrois
- Chardonnay
- Elbling
- Gamay
- Gewurztraminer
- Muscat ottonel
- Pinot blanc
- Pinot gris
- Pinot noir
- Pinot noir précoce
- Riesling
- Rivaner
- Saint Laurent
- Sylvaner

## Vins
Les règles de production sont très précises :
- des raisins cueillis à la main ;
- une quantité de moûts obtenus n’excédant pas 100 l pour 150 kg de raisins ;
- la cuvée doit être rendue mousseuse par une deuxième fermentation alcoolique en bouteille ;
- la cuvée doit reposer sans interruption sur lies pendant au moins neuf mois dans la même entreprise ;
- la teneur en sucre doit être inférieure à 50 g/l.

En 2015, 33 crémants luxembourgeois sont médaillés (22 en or et 11 en argent), lors d'un concours national à Amboise.
En 2017, 16 crémants de Luxembourg reçoivent une médaille d'or, lors du 26e congrès national des crémants de France et du Luxembourg, en Savoie.

## Œnotourisme
Une route des vins du Luxembourg, de 42 km, sillonne le vignoble luxembourgeois, longeant la vallée de la Moselle.